# Выдувере (Йыгевамаа)
Вы́дувере (эст. Võduvere) — деревня в волости Йыгева уезда Йыгевамаа, Эстония.

## География и описание
Расположена в 3 километрах от уездного и волостного центра — города Йыгева. Высота над уровнем моря — 81 метр.
Климат умеренный. Официальный язык — эстонский. Почтовый индекс — 48436.

## Население
По данным переписи населения 2011 года, в Выдувере проживали 103 человека, 100 (97,1%) из них — эстонцы.
По данным переписи населения 2021 года, число жителей деревни составило 115 человек, из них 111 (96,5 %) — эстонцы.
'Численность населения деревни Выдувере по данным переписей населения:
| Год  | 1959 | 1970  | 1979  | 1989  | 2000 | 2011  | 2021  |
| ---- | ---- | ----- | ----- | ----- | ---- | ----- | ----- |
| Чел. | 177  | ↘ 150 | ↘ 123 | → 123 | ↘ 96 | ↗ 103 | ↗ 115 |

## История
Впервые деревня была упомянута в 1599 году как Woydower. В 1601 году она упоминалась как Wododwer, в 1624 году — Waddofer. В начале XX века также называлась Ведувере.
Во времена существования мызы Лайсгольм (нем. Laisholm, эст. Jõgeva mõis) земли деревни принадлежали мызе.
В советское время деревня относилась к Йыгеваскому сельсовету Йыгеваского района.
В 1977 году, в период кампании по укрупнению деревень, деревня Выдувере была объединена с деревней Каазикутагузе (эст. Kaasikutaguse). Южная часть деревни известна под названием Кыссима (эст. Kõssima, в 1599 году упоминается как Koszywa).